# Elaeocarpus celebesianus
Elaeocarpus celebesianus är en tvåhjärtbladig växtart som beskrevs av E. G.Baker. Elaeocarpus celebesianus ingår i släktet Elaeocarpus och familjen Elaeocarpaceae. Inga underarter finns listade i Catalogue of Life.